# Roma Jazz Festival
Il Roma Jazz Festival è un'importante manifestazione di jazz della Capitale. Il festival è organizzato dall'International Music Festival Foundation (IMF), costituita nel 2006, ereditando il lavoro portato avanti dalla Cooperativa Festival Jazz International, costituita nel 1975, nell'organizzazione di eventi musicali.

## Storia

### Origini
Il festival jazz nato nel 1976 nell'ambito delle manifestazioni dell'Estate romana, ha assunto dopo qualche anno una sua propria connotazione collocandosi nell'area dell'EUR, prima sulla scalinata del Palazzo della Civiltà del Lavoro e poi acquisendo in gestione parte dell'area delle Tre Fontane, creando una struttura fissa denominata Euritmia. Successivamente il festival fu trasferito per diversi anni nello spazio del Foro Italico presso lo Stadio del Tennis.

### La svolta
Nel 1996 il Festival ha cambiato profilo e da rassegna estiva si è trasformato in un festival autunnale, riportando la musica in ambienti più adatti all'ascolto ed alla valorizzazione dei contenuti musicali ed artistici, fuori dalla kermesse estiva, ottenendo una maggiore attenzione da parte dei media e dei critici. Ma proprio in occasione della trentesima edizione il Festival è tornato con una programmazione estiva che si è affiancata a quella autunnale.

### Il 2009
“JAZZ LABELS”
33ª edizione della manifestazione. Il Festival, tenutosi dall'8 al 30 novembre all'Auditorium Parco della Musica, è stato dedicato alle storiche case discografiche jazz che hanno fatto la storia di questa musica, ma anche le nuove che la storia la stanno facendo. La scelta di dedicare questa edizione alle etichette discografiche nasce dalla speciale coincidenza nel 2009 di ricorrenze importanti: 90 anni dall'incisione del primo disco jazz in Italia, 70 anni dalla fondazione della casa discografica Blue Note, 50 anni dalla pubblicazione da parte della Columbia del memorabile disco “Kind of Blue”, 40 anni dalla nascita della casa discografica ECM. Anniversari emblematici che stanno ad indicare il lungo e costante lavoro delle case discografiche nella promozione e diffusione della musica jazz e nella scoperta di nuovi talenti, contribuendo così all'evoluzione della storia del jazz e fissandone il percorso.

## I temi
La ricerca artistica ha sviluppato negli anni un progetto articolato su due grandi temi: Jazz grande espressione culturale del ‘900 e Jazz, musica “ecumenica” in quanto linguaggio comune e che accomuna uomini di tutto il mondo.

## Gli interpreti
Sino ad oggi sono stati protagonisti delle varie edizioni del Festival tutti i più grandi nomi del jazz italiano ed internazionale, tra questi:
- Miles Davis
- Dizzy Gillespie
- Sarah Vaughan
- John McLaughlin
- Gato Barbieri
- Joe Henderson
- Manhattan Transfer
- George Benson
- Gerry Mulligan
- Richard Galliano
- John Scofield
- Pat Metheny
- Fats Domino
- Woody Herman
- Ray Charles
- Betty Carter
- B.B.King
- Tania Maria
- McCoy Tyner
- Yellowjackets
- Egberto Gismonti
- Dee Dee Bridgewater
- Chick Corea
- Michael Brecker
- Jim Hall
- Elvin Jones
- David Murray
- Pharoah Sanders
- Michel Camilo
- Norah Jones
- Wayne Shorter

e tantissimi altri, per oltre 900 concerti e oltre un milione di presenze complessive.

## Eventi correlati
L'International Music Festival Foundation ha inoltre organizzato dodici edizioni della Roma Gospel Festival "Let the God's Saints Come In", la prima nello spazio dell'Air Terminal Ostiense e le successive presso la Chiesa Anglicana di San Paolo entro le mura e le ultime presso l'Auditorium Parco della Musica. In questi anni sono stati memorabili i concerti organizzati nella Piazza del Pantheon, Piazza Vittorio e Piazza di Spagna, dove si sono registrate oltre 2000 presenze per ogni evento. Inoltre si sono realizzate cinque edizioni del Festival Internazionale di musica Blues  “Ostiabluesfest” (1995, 1996, 1997, 1999) Roma Blues Festival (Auditorium 2004), quattro mostre di grafica ed arte sul jazz ed una rassegna di video inediti in occasione della 20ª, 22ª, 23ª e 27ª edizione del Roma Jazz Festival.